# Trematosaurus
Trematosaurus là một chi động vật lưỡng cư temnospondyl tuyệt chủng tìm thấy ở Đức và Nga. Nó lần đầu tiên được đặt tên bởi Hermann Burmeister trong năm 1849 và loài điển hình là Trematosaurus brauni.